# Kining

Kining 3

Die Kining ist ein Gemeindeteil der Gemeinde Wurmsham niederbayerischen Landkreis Landshut.

## Lage
Der Weiler Kining liegt in der Gemarkung Pauluszell etwa 2,8 Kilometer südwestlich von Wurmsham.

## Bevölkerungsentwicklung
Um 1871 gab es in Kining 19 Einwohner. Im Mai 1987 lebten dort elf Einwohner in vier Wohngebäuden.
| Jahr      | 1871 | 1925 | 1950 | 1970 | 1987 |
| Einwohner | 19   | 17   | 20   | 10   | 11   |